# Antiviral Therapy
Antiviral Therapy, abgekürzt Antivir. Ther., ist eine wissenschaftliche Fachzeitschrift, die vom International Medical Press-Verlag veröffentlicht wird. Die Zeitschrift ist ein offizielles Publikationsorgan der International Society of Antiviral Research. Sie erscheint mit acht Ausgaben im Jahr. Es werden Arbeiten veröffentlicht, die sich mit dem Gebiet der Pharmakologie beschäftigen.
Der Impact Factor lag im Jahr 2014 bei 3,02. Nach der Statistik des ISI Web of Knowledge wird das Journal mit diesem Impact Factor in der Kategorie Pharmakologie und Pharmazie an 78. Stelle von 254 Zeitschriften, in der Kategorie Infektionskrankheiten an 28. Stelle von 78 Zeitschriften und in der Kategorie Virologie an 15. Stelle von 33 Zeitschriften geführt.